# Trichosteleum minutissimum
Trichosteleum minutissimum är en bladmossart som beskrevs av Kyuichi Sakurai 1941. Trichosteleum minutissimum ingår i släktet Trichosteleum och familjen Sematophyllaceae. Inga underarter finns listade i Catalogue of Life.